# Jayson Thiessen
Jayson Thiessen es un director y animador canadiense, conocido por ser el director supervisor y productor ejecutivo de la serie de televisión My Little Pony: La Magia de la Amistad y las secuelas Equestria Girls y Rainbow Rocks. También dirigió la adaptación de la serie a película.Antes de trabajar en My Little Pony, él trabajó en la temporada 2 de Pucca, transmitida por Jetix (ahora Disney XD).

## Carrera
Antes de trabajar en La Magia de la Amistad, Jayson codirigió la segunda temporada de la serie de televisión Pucca y se desempeñó como supervisor de animación de la primera temporada de George of the Jungle de 2007 a 2008.
Fue director supervisor durante las primeras cuatro temporadas y media de My Little Pony: La Magia de la Amistad, y ocuparía el puesto de productor ejecutivo (o showrunner) desde la temporada 2 hasta la mitad de la temporada 5. También proporcionó algunas voces, la mayoría en particular Bulk Biceps y Doctor Whooves. También dirigió las dos primeras películas de My Little Pony: Equestria Girls, Equestria Girls (2013) y Rainbow Rocks (2014), además de dirigir los cortos animados complementarios de Rainbow Rocks. A mitad de la quinta temporada, dejó su papel en la serie cuando su atención se centró en dirigir la película teatral de 2017 basada directamente en la serie; su papel como director supervisor lo ocuparía Jim Miller durante el resto de la serie. Como tal, su papel en la serie se redujo a director consultor tanto para la segunda mitad de la temporada 5 como para la tercera película de Equestria Girls, My Little Pony: Equestria Girls – Juegos de la amistad (2015), que fue su última participación en Equestria Girls. franquicia derivada (aunque dirigió los cinco cortos animados que acompañan a la película). Después del final de la quinta temporada, su atención se centró por completo en dirigir la película. La sexta temporada fue la primera en la que no participó, y tampoco participó en ninguna de las últimas tres temporadas de la serie, incluso después de que la película se estrenó en los cines el 6 de octubre de 2017.
Dirigió ocho episodios de Cleopatra in Space, una serie animada que se estrenó en DreamWorks Channel en el sudeste asiático a fines de noviembre de 2019 y fue parte de la oferta del servicio de transmisión de NBC Peacock en abril de 2020.